# Sargocentron dorsomaculatum
Sargocentron dorsomaculatum là một loài cá biển thuộc chi Sargocentron trong họ Cá sơn đá. Loài này được mô tả lần đầu tiên vào năm 1979.

## Từ nguyên
Từ định danh dorsomaculatum được ghép bởi hai âm tiết được ghép bởi hai âm tiết trong tiếng Latinh: tiền tố dorso (“lưng”) và maculatum (“có đốm”), hàm ý đề cập đến vệt đen trên hai màng gai vây lưng đầu tiên ở loài cá này.

## Phân bố và môi trường sống
S. dorsomaculatum có phân bố thưa thớt ở Tây Thái Bình Dương, chỉ được ghi nhận tại quần đảo Ryukyu (Nhật Bản), Palau và Liên bang Micronesia (cụ thể tại Pohnpei và Kosrae). Loài này được tìm thấy ở độ sâu đến ít nhất là 9 m.

## Mô tả
Chiều dài cơ thể lớn nhất được ghi nhận ở S. dorsomaculatum là 20 cm. Loài này có màu đỏ cam với các sọc đỏ hẹp dọc theo các hàng vảy ở hai bên lườn. Gai vây lưng màu đỏ, chóp trắng, có vệt đen trên hai màng gai đầu tiên. Vây lưng mềm, vây hậu môn và đuôi màu đỏ, trong mờ. Có 4 hàng vảy xiên trên má.
Số gai ở vây lưng: 11 (gai thứ 4 dài nhất); Số tia vây ở vây lưng: 13; Số gai ở vây hậu môn: 4; Số tia vây ở vây hậu môn: 9; Số vảy đường bên: 33.

## Sinh thái
Không có nhiều thông tin sinh học của S. dorsomaculatum, nhưng có thể thấy tất cả các thành viên của họ Cá sơn đá đều là loài sống về đêm và thường trú ẩn trong các rạn san hô và nền đáy cứng.